# Eisenbahnunfall von Penshurst
Bei dem Eisenbahnunfall von Penshurst brach am 20. Januar 1846 eine Eisenbahnbrücke zwischen Penshurst und Tonbridge, Kent, Großbritannien, unter einem darüber fahrenden Zug zusammen. Der Lokomotivführer starb. Dies ist der älteste bekannte Eisenbahnunfall, der durch einen Brückeneinsturz verursacht wurde.

## Ausgangslage
Die Eisenbahnstrecke, damals in der Verwaltung der South Eastern Railway (SER), führt zwischen Tonbridge und Penshurst auf einer Holzbrücke über einen Nebenarm des Flusses Medway. Hier war in der Nacht des 20. Januar 1846 ein Güterzug in Richtung London unterwegs. Es regnete heftig.

## Unfallhergang
Der Regen ließ den Medway so stark anschwellen, dass er einen Teil der Brücke wegriss. Der Güterzug fuhr in die Lücke. Dessen Lokomotive, deren Schlepptender und die ersten Güterwagen stürzten ab. Dem Heizer, der nicht ernsthaft verletzt war, gelang es noch, den Lokomotivführer zu bergen, der aber kurz darauf starb.